# Henrietta Rose-Innes
Henrietta Rose-Innes (geb. 1971 in Kapstadt) ist eine südafrikanische Schriftstellerin und Übersetzerin.

## Leben
Rose-Innes studierte zunächst Archäologie an der University of Cape Town, anschließend Biologische Anthropologie an der University of the Witwatersrand in Johannesburg und schloss 1999 ein Studium im Fach Kreatives Schreiben an der University of Cape Town ab. Parallel zu ihrer akademischen Laufbahn arbeitete sie freiberuflich als Lektorin sowie gelegentlich als Drehbuchautorin für Film und Fernsehen. Darüber hinaus unterrichtete sie Kreatives Schreiben an der University of Cape Town. Darüber hinaus verbrachte sie 2007 einen Residenzaufenthalt an der Akademie Schloss Solitude in Stuttgart.

## Wirken
Rose-Innes veröffentlichte bisher mehrere Romane, darunter Shark’s Egg (2000) und The Rock Alphabet (2004). Im Mittelpunkt ihres literarischen Schaffens stehen häufig postapokalyptische und gesellschaftskritische Themen, wie in der Kurzgeschichte Poison deutlich wird. Mit Poison gewann sie internationale Aufmerksamkeit, da die Erzählung die Folgen eines chemischen Unfalls in Kapstadt eindringlich schildert. Zudem erhielt Poison im Jahr 2007 den South African PEN Literary Award und thematisiert zugleich Aspekte des „neuen“ Südafrikas. Im Roman Nineveh (2016) setzt sich die Autorin mit Stadtentwicklung, sozialer Ungleichheit und ökologischen Fragestellungen in Kapstadt auseinander. Ihre Arbeit als Übersetzerin fand ebenfalls Beachtung, da sie literarische Werke ins Englische überträgt.

## Auszeichnungen
In den Jahren 2002/2003 erhielt Rose-Innes ein Stipendium des National Arts Council of South Africa. 2004 folgte ein Aufenthalt als Stipendiatin im Château de Lavigny International Writers’ Residence in Lausanne. Für ihre Kurzgeschichte Poison wurde sie 2007 mit dem South African PEN Literary Award ausgezeichnet. Ein Jahr später erhielt sie für dieselbe Geschichte den mit 10.000 Pfund dotierten Caine Prize for African Writing, der auch als „African Booker“ bezeichnet wird. 2023 wurde ihr der UJ Prize for Translation für ihre Übersetzung von Die biblioteek aan die einde van die wêreld ins Englische verliehen.